# Svatá (okres Beroun)
Obec Svatá se nachází v okrese Beroun, kraj Středočeský, asi 10 km západně od Berouna. Žije zde 551 obyvatel.

## Poloha
Hlavní část vesnice se rozkládá kolem skalnatého kopce nazývaného Svatská skála či Obecná skála, z jehož vrcholku (481 m n. m.) je rozhled do všech stran, zejména na do údolí Litavky, na Hudlice a na okolní lesy a kopce. Seskupení zástavby na východě u silnice na Trubín je označováno pomístním názvem Pod horou. Severozápadně od Obecné skály sahá výběžek zástavby ke Svatské Hájovně a Škrobinám; v této oblasti se nachází i svatské fotbalové hřiště. Nejzápadnější část zástavby nese název Král podle hájovny, v níž se roku 1860 spřátelili Jindřich Fügner s Miroslavem Tyršem a zrodila se zde myšlenka organizace Sokol. Na jihozápadě patří ke katastru obce rozsáhlý Vraní les, jemuž dominuje přírodní památka - skalnatý hřeben Vraní skála (536 m n. m.), a další polesí. Hranici s katastrem Hudlic tvoří v lesní oblasti silnice II/236, hranici s obcí Broumy Hředelská cesta (tyto dvě hranice na sebe navazují na křižovatce Zelený kříž), na jihozápadě s katastrem Svaté sousedí Hředle u Zdic, na jihovýchodě Černín (část Zdic), na východě Trubín a Trubská, na severu a severozápadě Hudlice.
Vesnicí prochází silnice II/236 ze Zdic do Roztok u Křivoklátu, ze které ve Svaté odbočuje silnice k západu do Trubína a Králova Dvora. Autobusová doprava je přes Svatou vedena ve směru Králův Dvůr – Kublov – Broumy. Severozápadním směrem prochází vsí modře značená turistická trasa ze Zdic do Hudlic.

## Historie
První písemná zmínka o obci pochází z roku 1548.
V roce 1950 byla osada Svatá 1. díl připojena z obce Černín a sloučena s osadou Svatá 2. díl.

### Územněsprávní začlenění
Dějiny územněsprávního začleňování zahrnují období od roku 1850 do současnosti. V chronologickém přehledu je uvedena územně administrativní příslušnost obce v roce, kdy ke změně došlo:
- 1850 země česká, kraj Praha, politický okres Rakovník, soudní okres Křivoklát[5]
- 1855 země česká, kraj Praha, soudní okres Křivoklát
- 1868 země česká, politický okres Rakovník, soudní okres Křivoklát
- 1939 země česká, Oberlandrat Kladno, politický okres Rakovník, soudní okres Křivoklát[6]
- 1942 země česká, Oberlandrat Praha, politický okres Rakovník, soudní okres Křivoklát[7]
- 1945 země česká, správní okres Rakovník, soudní okres Křivoklát[8]
- 1949 Pražský kraj, okres Beroun[9]
- 1960 Středočeský kraj, okres Beroun
- 2003 Středočeský kraj, okres Beroun, obec s rozšířenou působností Beroun

### Rok 1932
V obci Svatá II. díl (425 obyvatel) byly v roce 1932 evidovány tyto živnosti a obchody: 2 hostince, krejčí, pila, řezník, tesařský mistr, obchod se smíšeným zbožím, trafika, truhlář.

## Doprava
Dopravní síť
- Pozemní komunikace – Obcí vede silnice II/236 Zdice - Křivoklát - Lány - Slaný.
- Železnice – Železniční trať ani stanice na území obce nejsou. Nejblíže je odbočná železniční stanice Zdice ve vzdálenosti 4 km ležící na trati 170 Praha - Beroun - Plzeň - Cheb a na trati 200 Zdice - Protivín.

Veřejná doprava 2011
- Autobusová doprava – V obci měla zastávku autobusová linka Beroun-Skryje (v pracovní dny 7 spojů, o víkendu 3 spoje) (dopravce PROBO BUS, a. s.).